# Lingua fagauvea
L'uveano occidentale o fagauvea è una lingua polinesiana parlata sull'isola di Ouvéa, nelle isole della Lealtà, da 2.219 locutori (2009). È considerata una delle 28 lingue canache della Nuova Caledonia, governata dall'Accademia delle lingue canache, anche se è l'unica ad essere polinesiana e non melanesiana. Deriva dall'uveano orientale (faka‘uvea, [fakaʔu'vea]), parlato in un altro territorio d'oltremare francese, l'isola di Wallis, in uveano ‘Uvea.